# Limobus

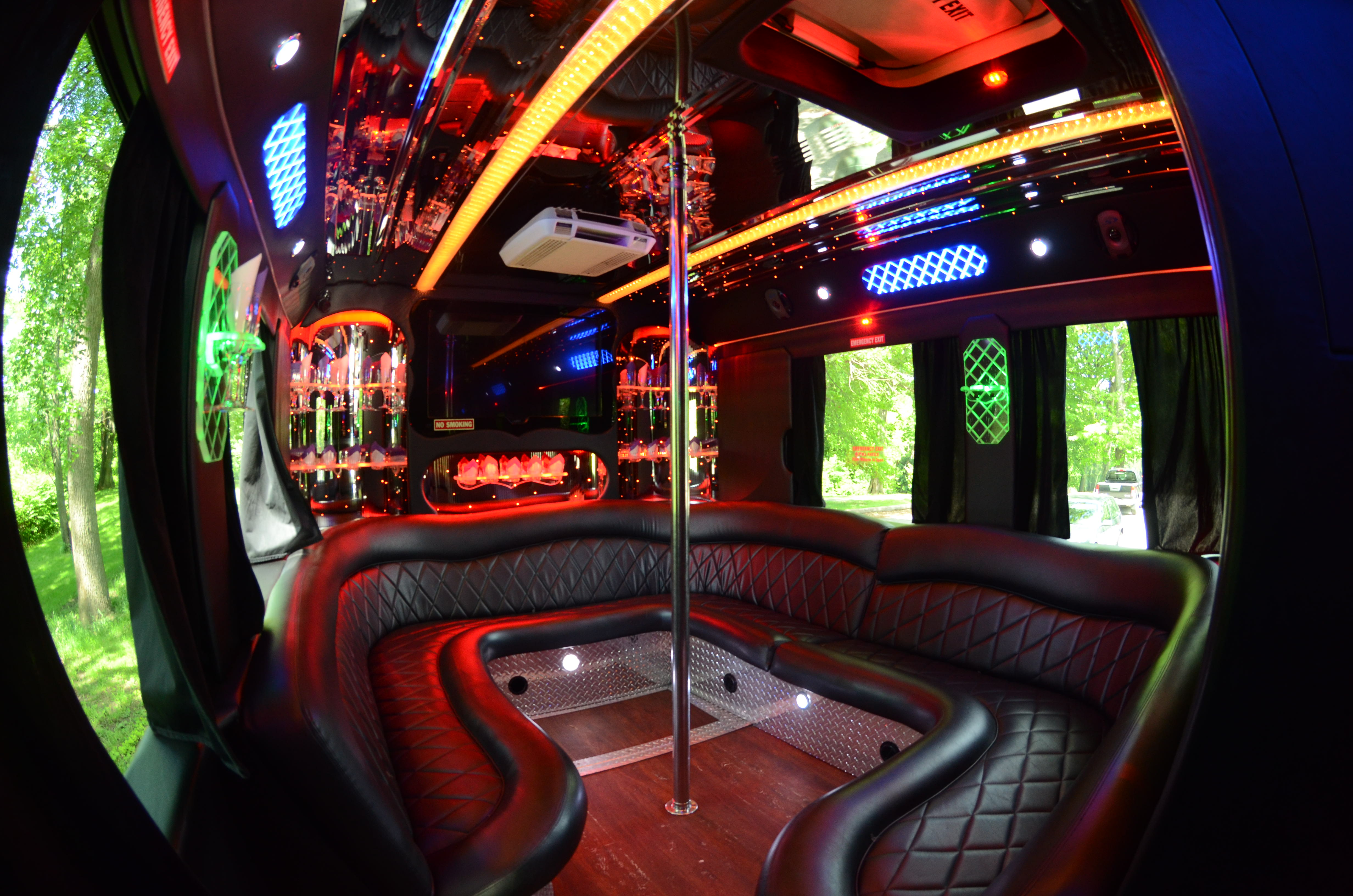
Limobus

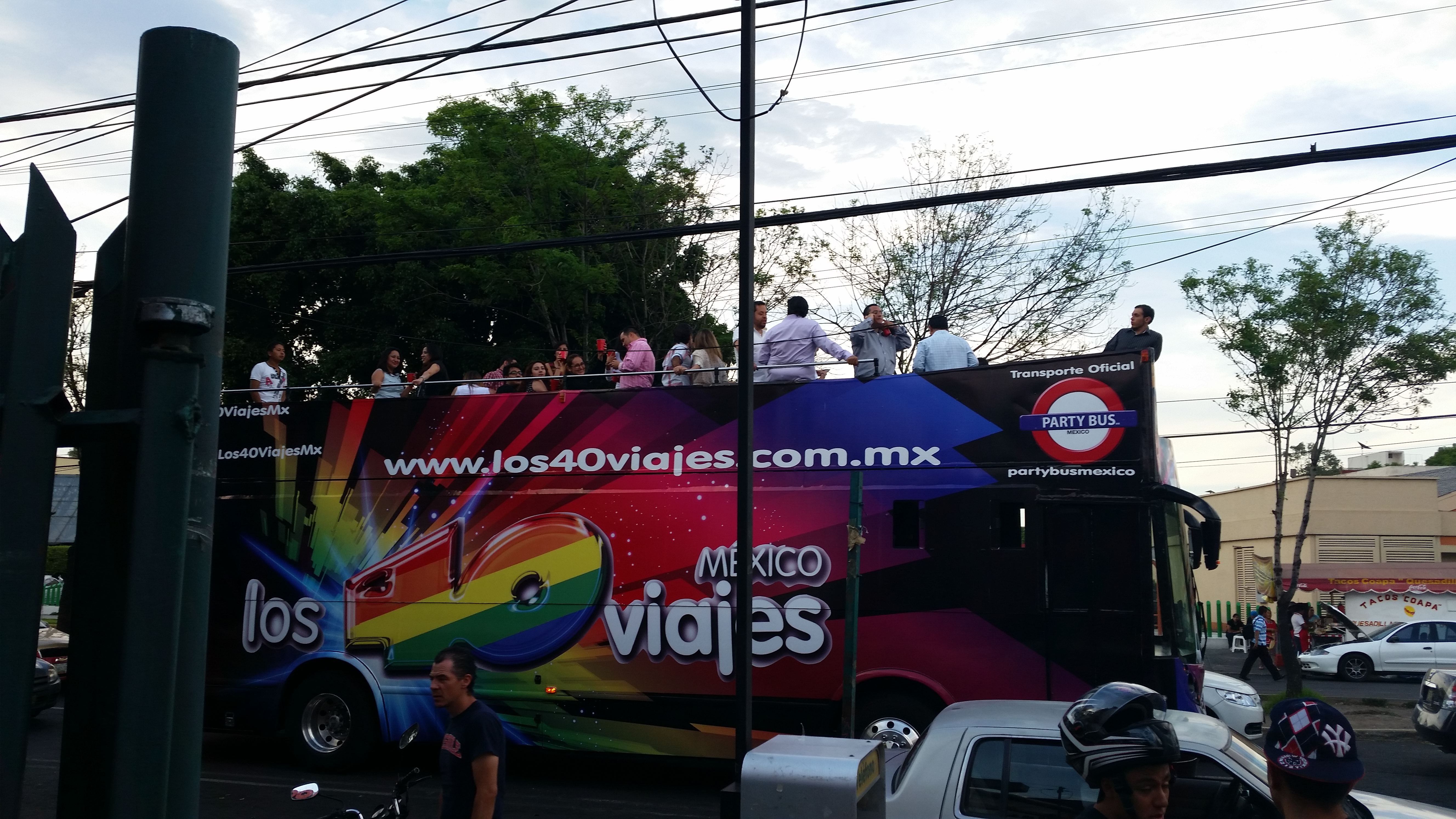
Partybus in Mexico

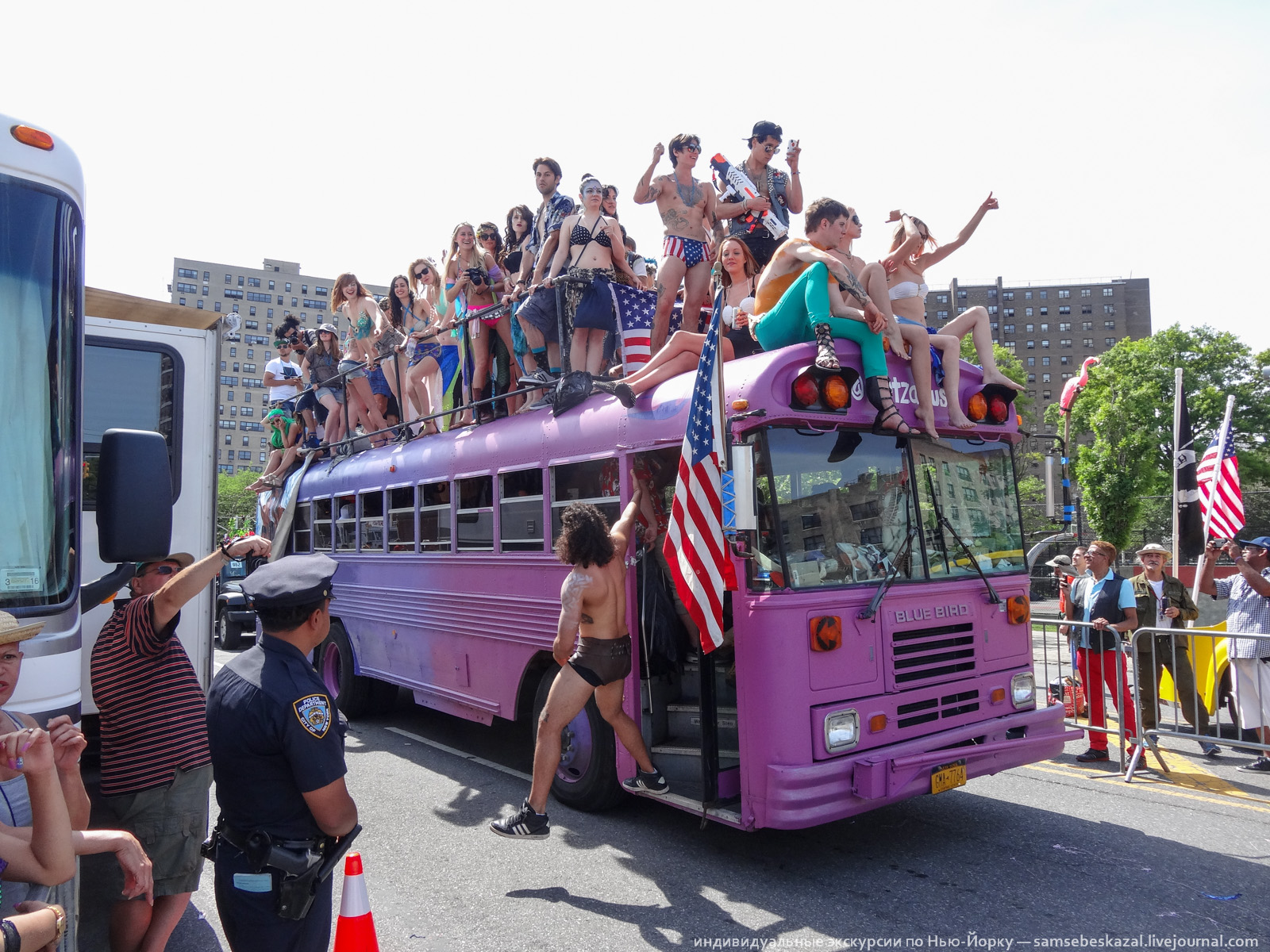
Coney Island Mermaid Parade, 2014

Een limobus, ook wel partybus, party van' of party ride, voluit limousine bus, is een vergrote uitvoering van de veelal bekende limousine. Doorgaans betreft het een touringcar waarvan de stoelen in een rondzits opstelling zijn geplaatst en er luxere voorzieningen zijn. Net als bij een normale limousine zijn de ruiten zwart getint en is de passagiersruimte afgesloten van de bestuurdersruimte. In tegenstelling tot normale bussen, waarbij het vervoer puur plaatsvindt omdat het 'nodig is', worden limobussen over het algemeen ingezet voor recreationele doeleinden. Hierbij kan gedacht worden aan bruiloften, verjaardagen of grote feesten.
De limobussen hebben een capaciteit van 10 tot 50 passagiers die in een rij haaks op de rijrichting geplaatst zijn. Vaak bevindt zich aan de uiteinden een rondzit. Aan boord zijn verscheidene luxe voorzieningen, waarbij gedacht kan worden aan onder andere meerdere beeldschermen, computers, internetverbinding, climate control, lasershows en discolichten.

## Geschiedenis
Nadat de eerste limousines in de Verenigde Staten waren ontwikkeld in de eerste decennia van de 20e eeuw, kwam er steeds meer vraag naar nog grotere, luxere en betere limousines. Deze vraag nam in de jaren 80 van de vorige eeuw explosief toe, waarna bijvoorbeeld de alom bekende Hummer limousine ontstond. Uiteindelijk resulteerde dit in het ombouwen van touringcars naar limousines die meer dan de normale hoeveel personen kon vervoeren. Vervolgens werden ook deze limobussen steeds luxueuzer, tot aan interne Jacuzzi's toe. De grootste Limobus van Europa kan 50 personen vervoeren in een totaal rondzit opstelling, doordat de chauffeur beneden plaatsvind is er extra ruimte op het bovendek hetgeen deze enorme limousine rondzit opstelling creëert. 

## Europa
Nadat de limobus in de Verenigde staten aan populariteit won, probeerden diverse Europese bedrijven dergelijke limobussen te importeren. Dit is in vrijwel geen enkel geval gelukt, daar de Amerikaanse limobussen vrijwel altijd breder zijn dan de in Europa maximaal toegestane 2,50m. Hierdoor is het niet mogelijk de bussen van een geldig kenteken te voorzien en er zodoende legaal mee te kunnen rijden. Bijkomstig probleem binnen Europa is de door de EU ingevoerde wetgeving omtrent zijdelingse zitplaatsen. Deze wetgeving werd ingevoerd op 20 oktober 2007 en liet geen ruimte meer voor een volledige rondzits opstelling, waardoor er nog enkel gebruikgemaakt mag worden van de zogeheten treinzits opstellingen.
In Europa is een rijbewijs D noodzakelijk en een vergunning voor Besloten busvervoer.

## Suriname
In Suriname rijden open partybussen zonder dak waar plezierritten en tours door Paramaribo mee gemaakt worden. Het interieur gelijkt een discotheek, met zitjes, discolichten en een minibar, en er wordt vaak luide muziek gedraaid.